# フリードリヒ・フォルツ
フリードリヒ・フォルツ（Johann Friedrich Voltz、1817年10月31日 - 1886年6月25日）はドイツの画家である。家畜のいる風景画を得意とした。

## 略歴
バイエルン州のネルトリンゲンに生まれた。父親のミカエル・フォルツ(Johann Michael Voltz:1784-1858)は画家、版画家で、フォルツは初め、父親から美術を学び、版画家となり、1834年にミュンヘンに移り、ミュンヘン美術院に入学した。ミュンヘンでは美術館（アルテ・ピナコテーク）でオランダの画家たちの作品を学び、野外写生で修行した。、
戦場の場面や乗馬した人物像を描いたミュンヘン在住の画家、アルブレヒト・アダム(1786-1862)や、風俗画を描いたカール・シュピッツヴェーク(1808-1885)や 風景画家のエドゥアルト・シュライヒ(1812-1874)らと親しくなり影響を受けた。1830年代の終わりまで、版画家として働き、バイエルンの高原の風景画を描いた。
1841年にオランダの画家、パウルス・ポッテル(1625-1654)の家畜のいる田園風景の絵を見たことが契機となって動物画の分野を専門とすることになった。シュタルンベルク湖の周囲などのバイエルンの農家で、飼育される牛や馬、羊、山羊を題材にした。1846年にベルギー、オランダを旅し、当時のオランダの画家たちの光の処理の技術を学んだ。ドイツの風景画家、クリスティアン・モルゲンシュテルン(1805-1867)からも影響を受けたとされる。19世紀のドイツを代表する動物画家とされる。
ミュンヘンの王室教授(königlicher Professor)を務めた。弟に、動物画や狩の場面の絵画を得意としたルートヴィヒ・グスタフ・フォルツ（Ludwig Gustav Voltz:1825-1911)がいる。息子の一人、アルベルト・フォルツ（Albert Voltz)は医師になり、リヒャルト・フォルツ（Richard Voltz:1859-1933) は画家になった。

## 作品

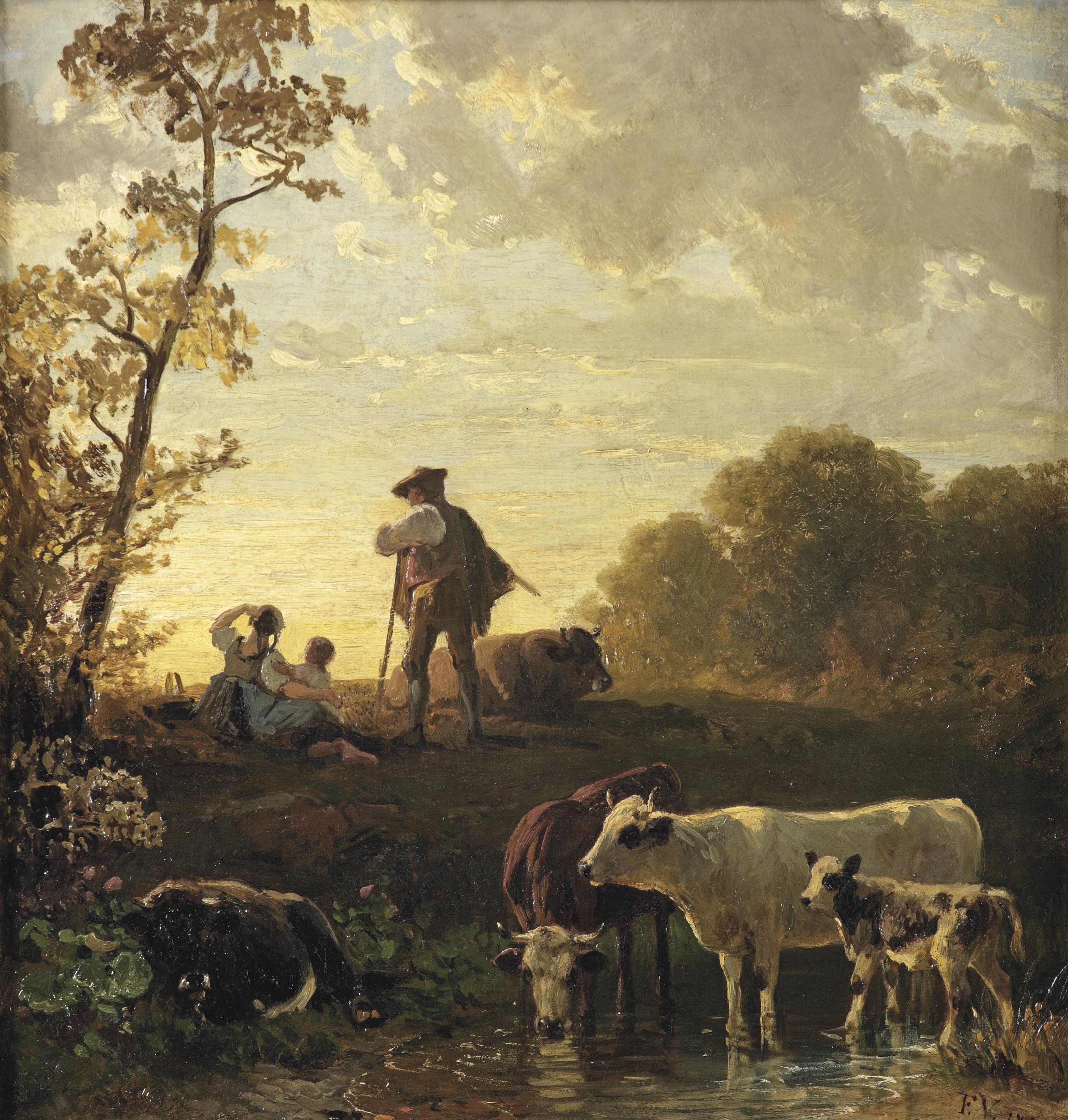
夕日を眺める男 (1857)
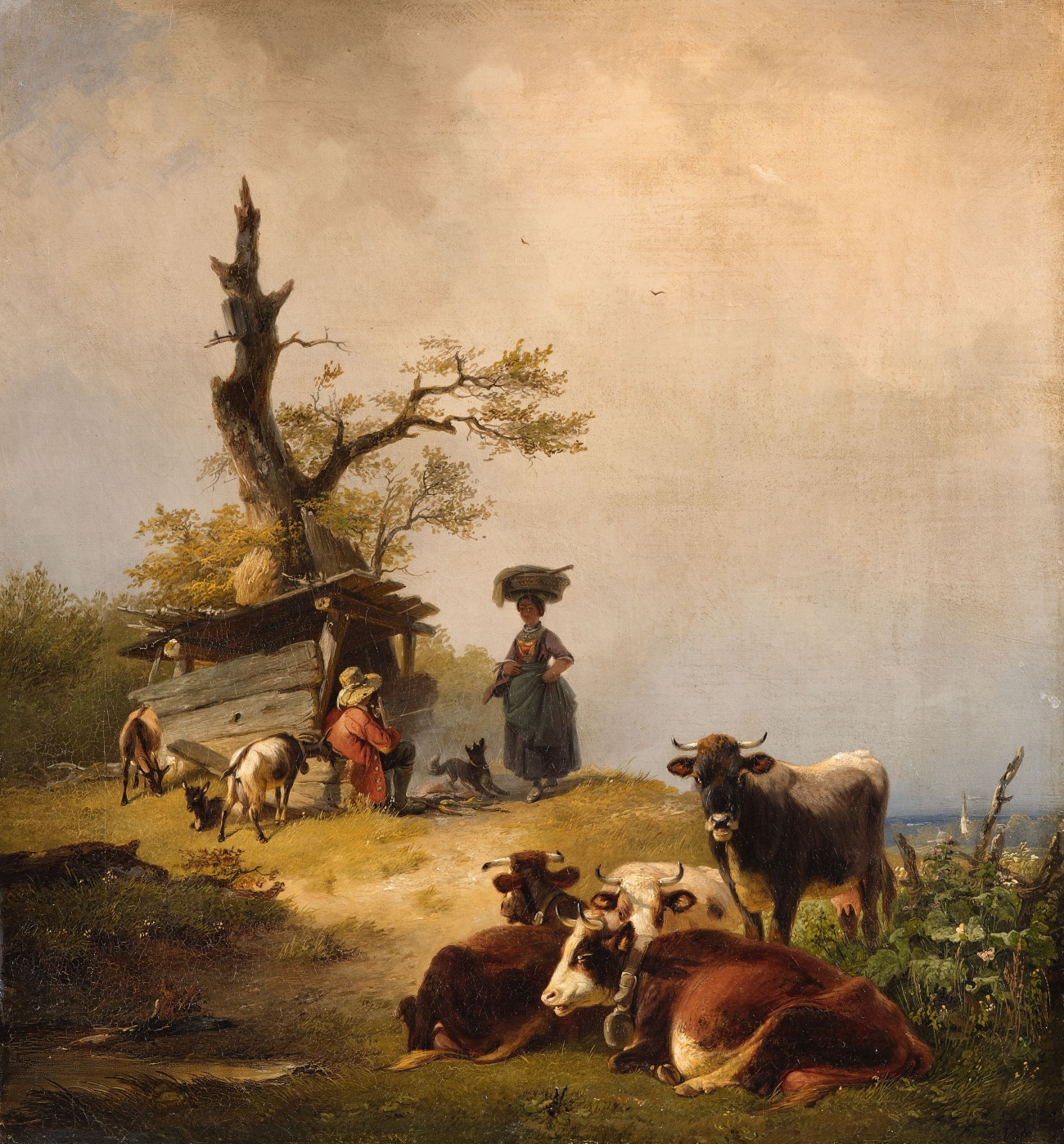
高山の牧草地の牛の群れ
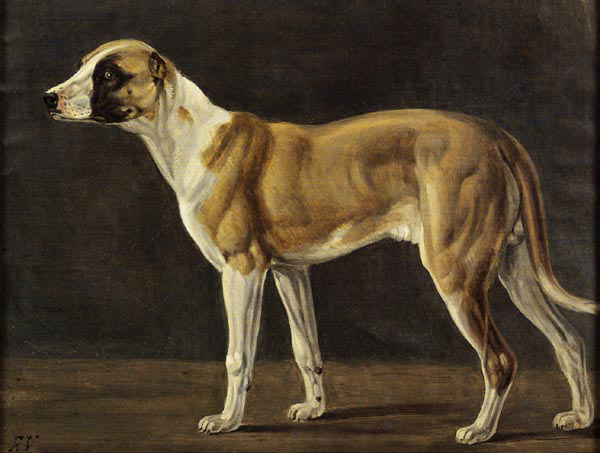
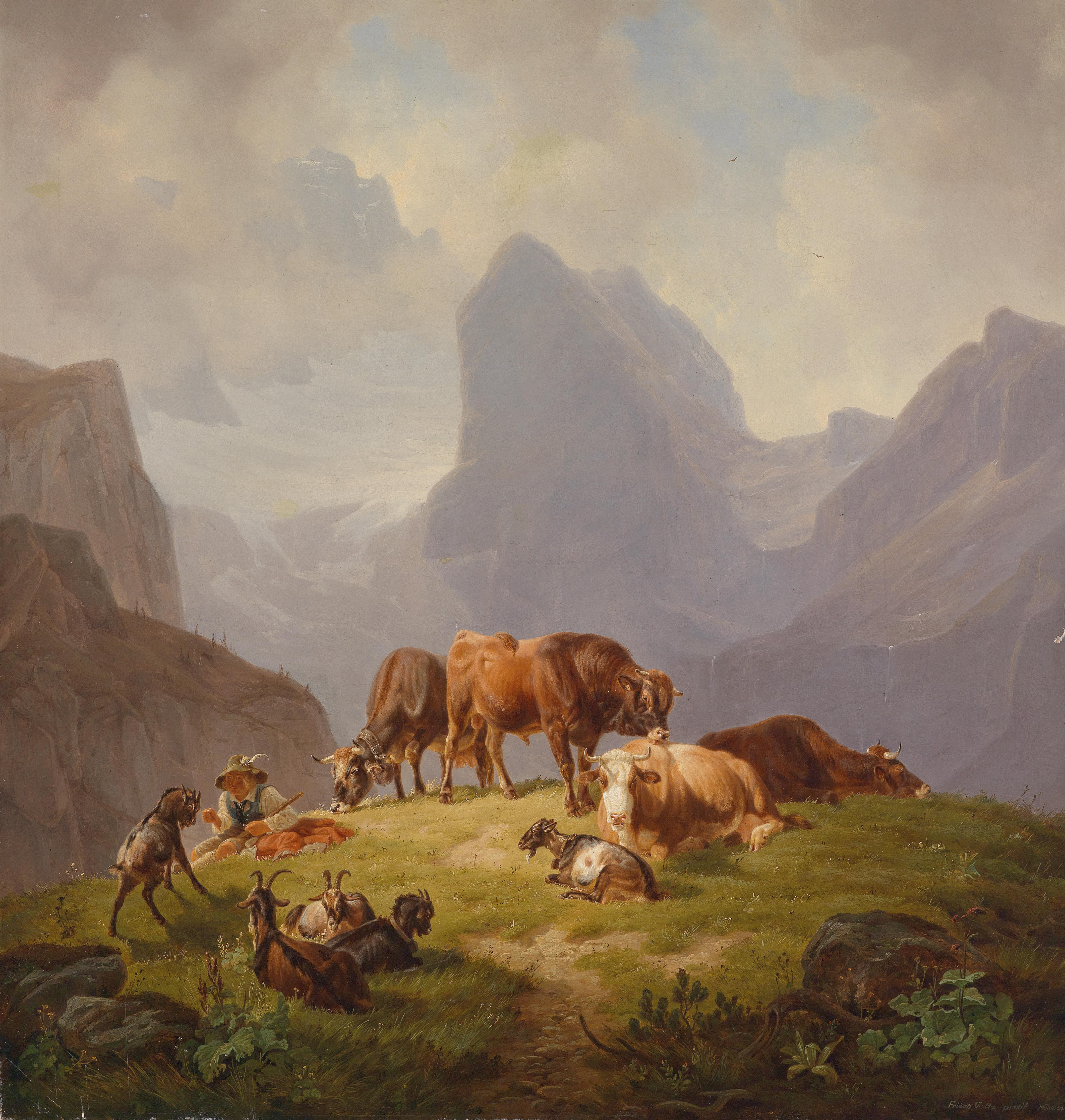
餌を与える少年

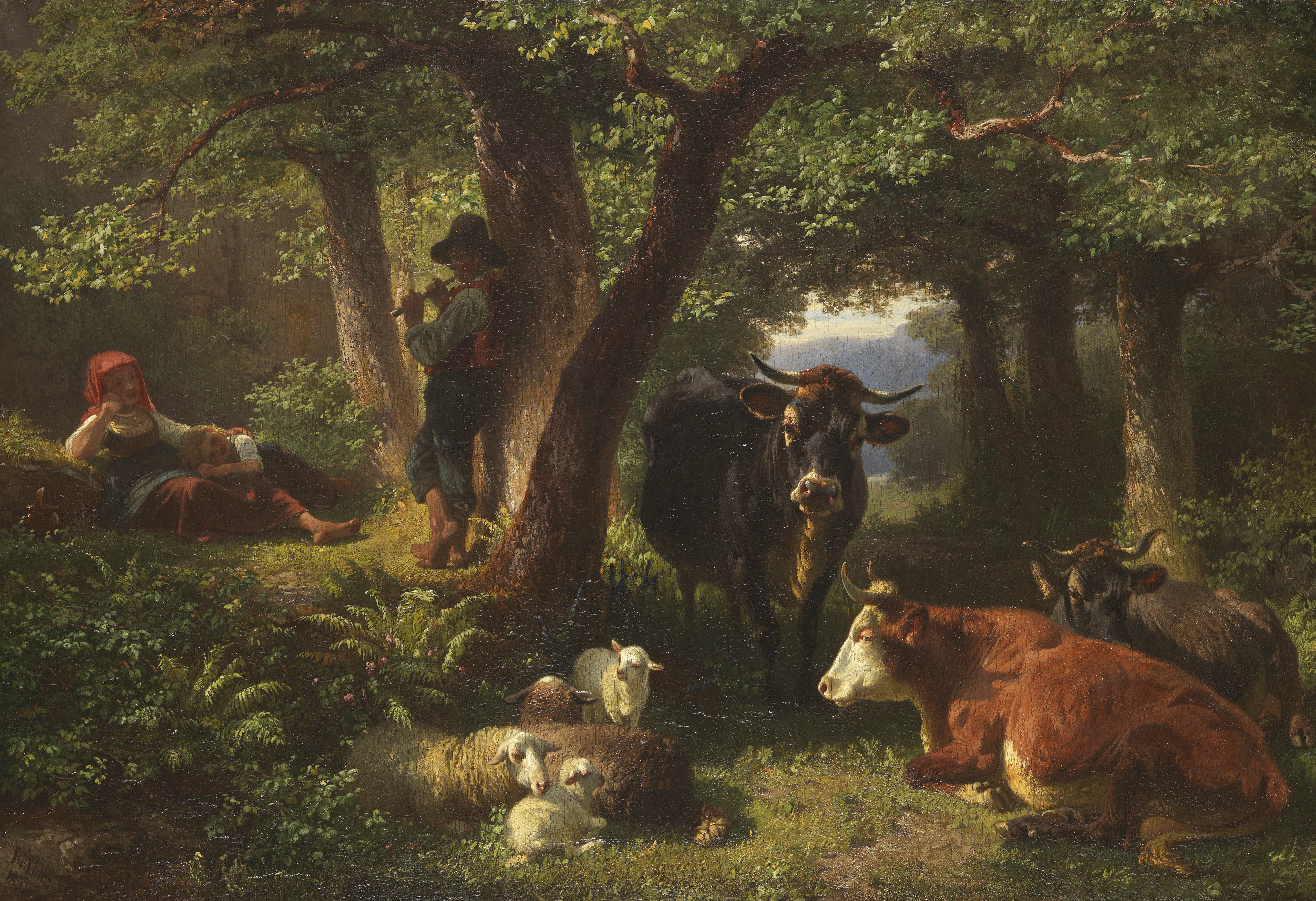
牛と羊と一緒の森の羊飼いの子供たち
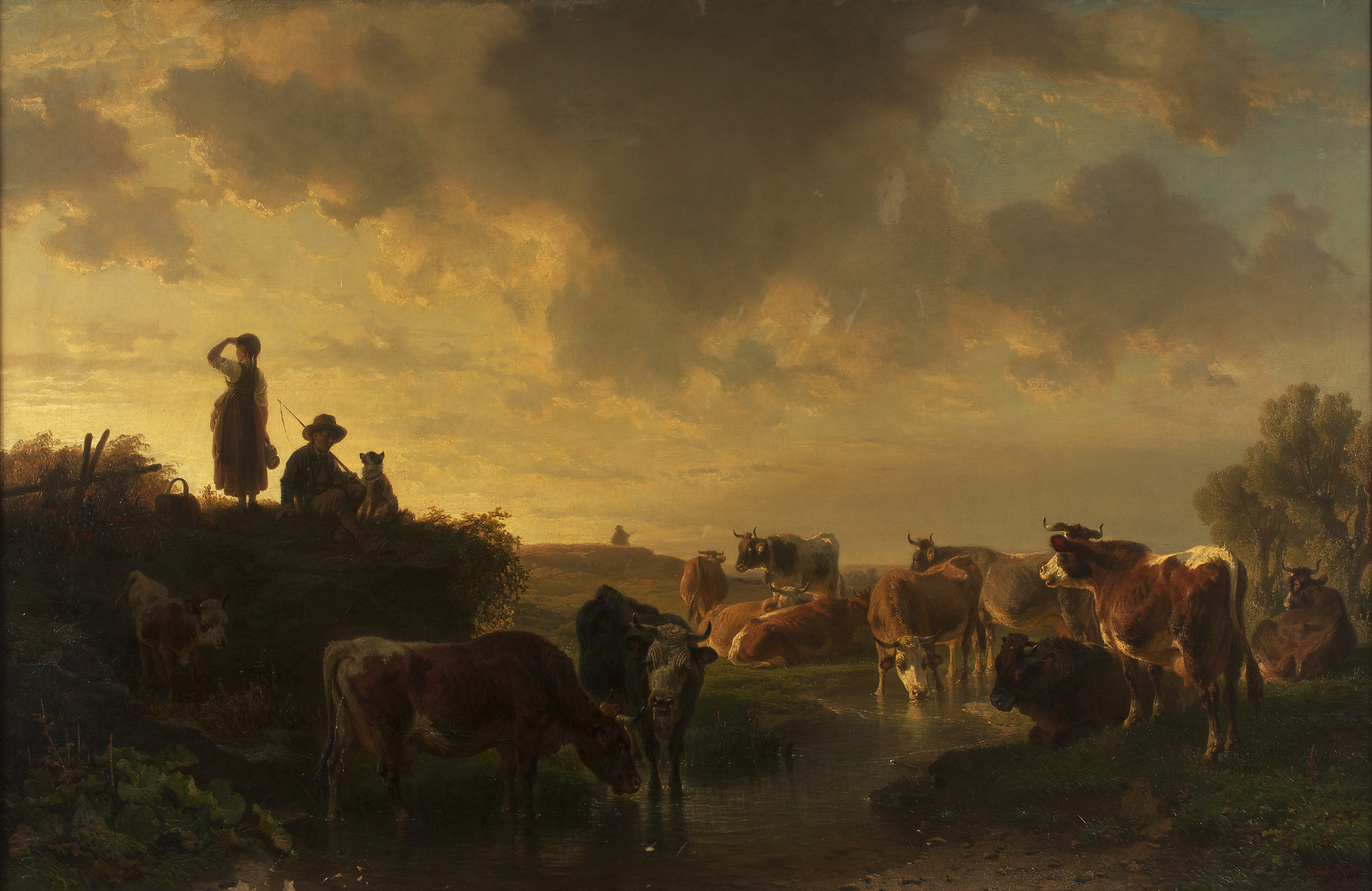
牧草地の夜
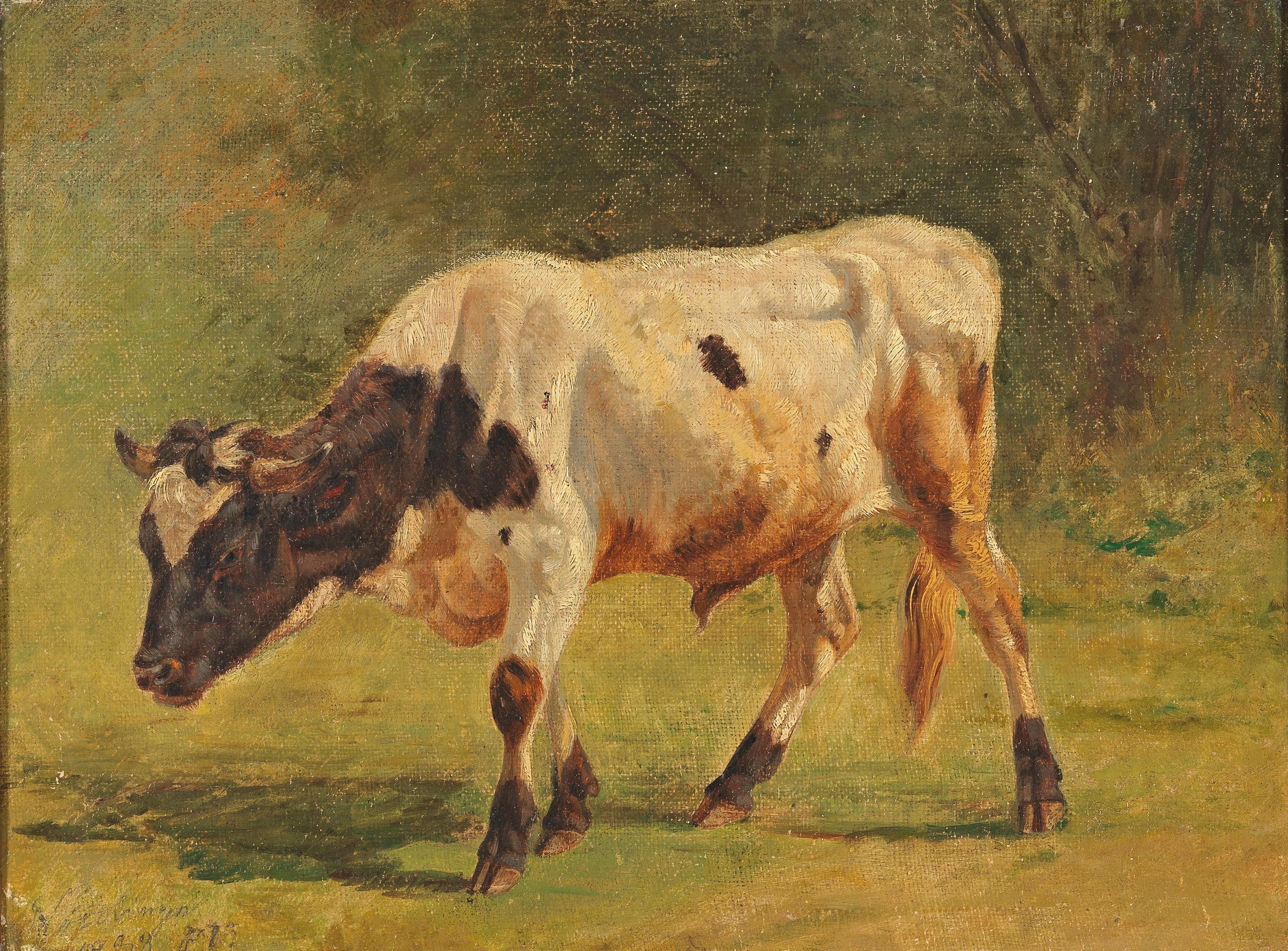
牡牛